# Anita (Iowa)
Anita – miasto w Stanach Zjednoczonych, w stanie Iowa, w hrabstwie Cass.

## Demografia
W 2000 liczyło 1049 mieszkańców. W 2023 liczba mieszkańców spadła do 965 osób, a gęstość zaludnienia poniżej 220 osób/km².